# كارل غرون
كارل غرون (بالألمانية: Karl Grün)‏ (30 سبتمبر 1817 – 18 فبراير 1887)، عرف أيضًا باسمه المستعار إرنست فون دي هايدي، صحفيًا وفيلسوفًا ومنظرًا سياسيًا وسياسيًا اشتراكيًا ألماني. لعب غرون دورًا بارزًا في حركات سياسية راديكالية أفضت إلى ثورات عام 1848 وساهم في الثورة. كان غرون زميلًا هنريش هاين ولودفيع فيورباخ وبيير جوزيف برودون وكارل ماركس وميخائيل باكونين وشخصيات سياسية راديكالية أخرى لتلك الحقبة. 
على الرغم من كونه اليوم أقل شهرة، كان غرون شخصية هامة في فورمرتس الألمانية وفلسفة الشبان الهيغليين وحركات اشتراكية وديمقراطية في ألمانيا القرن التاسع عشر. بصفته هدفًا لانتقادات ماركس، لعب غرون دورًا في تطوير الماركسية الأولى. ومن خلال تأثيره على برودون، كان له أثر معين في تطوير النظرية الاشتراكية الفرنسية.

## الهيغلية الباكرة و«الاشتراكية الحقيقية» والنشاطات الأولى
ولد كارل ثيودور فيرديناند غرون في لودنشايد، وهي بلدة في ويستفاليا كانت تقع في تلك الآونة تحت سيطرة بروسيا. كان والده معلم مدرسة. وكان شقيقه الأصغر، ألبرت غرون، شاعرًا نال في وقت لاحق بعض الشهرة لدوره في ثورة عام 1848-1849. وفي حين كان طالب إعدادية في ويتزلار، انخرط غرون في نشاط سياسي راديكالي، وساعد في تأليف منشورات ديمقراطية غير قانونية وتوزيعها. منذ عام 1835 حتى 1838 درس اللاهوت والفيلولوجيا في جامعة بون والفيلولوجيا والفلسفة في جامعة برلين، حيث نال شهادة الدكتوراه. كان كارس ماركس أحد زملاء الدراسة لغرون. كان غرون وماركس يترددان على الحلقات الفلسفية الراديكالية للشباب الهيغليين وتأثروا بشدة ب «المادية الإنسانية» للودفيغ فيورباخ. أفضة تنافس ماركس مع غرون في وقت لاحق إلى قطيعة شخصية بينهما. تأثر غرون بشدة أيضًا بالنظريات الاشتراكية الفرنسية المعاصرة، ودمجها بفلسفة الشباب الهيغليين والفلسفة الفيورباخية والسياسات الديمقراطية. وارتبط أيضًا بمجموعة «الاشتراكيين الحقيقيين» حول موزس هس، الذي كان فيلسوفًا هيغليًا شابًا ومن رواد الاشتراكية الصهيونية. (انتقد كارل ماركس وفريدريك إنغلز بحدة «الاشتراكيين الحقيقيين واصفين إياهم بأنهم مثاليون متخفون يوتوبيون». تعرف غرون أيضًا على شخصيات عديدة من فترة فورمرتس، التي كانت فترة هيجان سياسي راديكالي أفضت إلى ثورة آذار 1848 المجهضة، كأرنولد روج وبرونو باور وهنريش هاين وجورج هيرفيغ وآخرين.
حاجج غرون أن البشر كائنات مادية اجتماعيون بطبيعتهم وهم يحتاجون إلى رفقة الآخرين للنجاة. تبنى عن فيورباخ الأطروحة القائلة أن فكرة الله ليست سوى تمثيل مغترب لاجتماعية البشر أو «لصنف كائن»، الأمر الذي يعكس الطابع الاغترابي والظالم للشروط الاجتماعية البشرية الراهنة. خلافًا لفيورباخ، الذي كانت اشتراكيته عاجزة إلى حد كبير، طالب غرون ب «فلسفة الفعل»، نظرًا إلى أن الاغتراب الروحي للبشرية في الدين يمكن تخطيه فقط بتخطي الاغتراب السياسي الاقتصادي للبشر عن بعضهم بعضًا في المجتمع عبر أفعال ثورية. شأنه شأن العديد من الشبان الهيغليين، رأى غرون في تطور النظرية الاشتراكية في فرنسا وثورة الفلسفة النقدية في ألمانيا توازيًا وعنصرًا مكملًا. سار غرون على خطى هس و«الاشتراكيين الحقيقيين» في الزعم بأن الكفاح لتحرر البشر لا يمكن أن ينجح سوى حين تصبح الفلسفة النقدية اشتراكية وأن تندمج الاشتراكية بالنقد الفلسفي. (رفض ماركس لاحقًا هذا الطرح من حيث أنه يمنح أولوية في غير مكانها للأيديولوجيا على البناء التحتي المادي). 
عاد غرون إلى ألمانيا في عام 1842. جعل عمله الصحفي الراديكالي وتأييده للديمقراطية وتصريحه بميوله الديمقراطية والجمهورية وارتباطه العلني بالحلقات السياسية الراديكالية حصوله على مسيرة مهنية أكاديمية أمرًا مستحيلًا. حتى أن جامعة ماربورغ رفضت قبول غرون كطالب ما بعد الدكتوراه، ووضعته السلطات البروسية على قائمة «المجرمين السياسيين». طرد غرون من ولايات ألمانية عديدة وعاش في عدد من المدن على امتداد السنوات القليلة التالية (كانت المدة الأطول في كولونيا)، وأعال نفسه عبر العمل في الصحافة، ملقيًا محاضرات حول مواضيع أدبية وعمل كأستاذ مدرسة. تمتع في الدوائر الديمقراطية ببعض الشهرة. وكانت له مساهمة في عدد من المنشورات الراديكالية، وتحريرها، بما في ذلك صحيفة دير شبريشر (المتحدث) والمجلة الشهرية بييليفيلدر موناتسشريفت. في نهاية المطاف حُظر العديد من هذه المنشورات من قبل السلطات. في عام 1843، شارك غرون (إلى جانب ماركس وهس وآخرين) في الجدل حول مقال برونو باور «المسألة اليهودية» الذي كان يعترض على منح الحقوق المدنية لليهود، ورفض غرون موقف باور.

## المنفى، الثورة، المنفى
في عام 1844، مع فقره ووقوعه تحت ضغط الرقابة والخوف من الاعتقال، اختار غرون المنفى من جديد. انتقل في البداية إلى بروكسل حيث أقام صلات مع الشاعر الراديكالي فيرديناند فريليغراث ومن جديد تقاطع طريقه وطريق ماركس. واستقر في باريس بعد طرده من قبل السلطات البلجيكية إلى جانب ماركس ولاجئين ألمان آخرين.